# Business Research
Business Research ist eine halbjährlich erscheinende, englischsprachige wissenschaftliche Zeitschrift, die vom Verband der Hochschullehrer für Betriebswirtschaft e. V. (VHB) herausgegeben wird und auf der Onlineplattform des Springerverlages erscheint. Von 2008 bis 2013 wurde Business Research von der Deutschen Forschungsgemeinschaft (DFG) gefördert und erschien in Kooperation mit der Universitäts- und Stadtbibliothek Köln und dem Hochschulbibliothekszentrum des Landes Nordrhein-Westfalen (hbz). Ihr Fokus liegt auf der Veröffentlichung qualitativ hochwertiger empirischer, theoretischer und methodischer Artikel, die bedeutende Themen aus einem der fünf Hauptbereiche der Betriebswirtschaftslehre, das heißt Rechnungswesen, Finanzwirtschaft, Management, Marketing und Produktion / Logistik / Wirtschaftsinformatik, behandeln. Chefredakteur ist Stefan Minner von der Technischen Universität München, der das Amt 2015 von seinem Vorgänger Sönke Albers von der Kühne Logistics University in Hamburg übernommen hat.
Um zu gewährleisten, dass nur qualitativ hochwertige Artikel veröffentlicht werden, unterliegen alle eingereichten Beiträge einem sogenannten Peer-Review. Dabei handelt es sich um einen Begutachtungsprozess, der von für das jeweilige Themenfeld geeigneten Gutachtern vorgenommen wird und erfolgreich zu absolvieren ist, bevor ein Beitrag in der Zeitschrift publiziert wird. Neben den Department Editoren gehören dem Editorial Board Mitglieder aus 15 Ländern an. Das Ziel der Editoren ist, den Begutachtungsprozess innerhalb von 70 Tagen zu durchlaufen, um den Autoren das Ergebnis zeitnah mitteilen zu können.
Business Research ist eine sogenannte „Open-Access“-Zeitschrift, d. h. die in dieser elektronischen Zeitschrift veröffentlichten Artikel sind auf der Website frei zugänglich. Darüber hinaus sind die Beiträge in diversen Datenbanken (wie beispielsweise EBSCO, SSRN u. ä.) hinterlegt, über die sie gefunden, eingesehen und heruntergeladen werden können. Ein besonderes Charakteristikum von BuR ist die Möglichkeit, elektronische Anhänge (wie z. B. Datensätze, Simulationen u. ä.) als Ergänzung zu dem veröffentlichten Beitrag online zum Download bereitstellen zu können.